# Svjetske igre
Svjetske igre (izvorno en. World Games), prvi put održane 1981., međunarodno su višešportsko natjecanje, namijenjeno športovima koji nisu sastavni dio Olimpijskih igara. Svjetske igre organizira Međunarodna udruga Svjetskih igara (International World Games Association, pokrata IWGA), pod pokroviteljstvom Međunarodnoga olimpijskoga odbora.

## Športovi na Svjetskim igrama

### Službeni športovi i discipline
| - Aikido - Zračni sportovi - Skydiving - Padobranstvo - Streličarstvo - Gađanje u polju (field) - Biljar - Karambol biljar - Biljar s džepovima (Pool) - Snooker - Bodybuilding - Boćanje - Boules lyonnaise - Petanque - Rafle - Kuglanje - Kuglanje (devet čunjeva) - Kuglanje (američko, deset čunjeva - bowling) - Kanu - Kanupolo - Casting (precizno udičarenje) - Sportski ples - Latinskoamerički plesovi - Rock'n'roll - Standardni ples |  | - Fistball - Frizbi - Disk golf - Ultimate frizbi - Gimnastika - Individualna ritmička gimnastika - Sportska akrobatika - Sportski aerobik - Sinkronizirani trampolin - Tlo - Rukomet - Rukomet na pijesku - Hokej - Dvoranski hokej - Džiju-džicu - Karate - Korfball - Spasilaštvo - Plaža - Bazen - Planinarstvo - Netball - Orijentacijsko trčanje |  | - Dizanje utega - Bench press - Trzaj - Izbačaj - Racquetball - Koturaštvo - Umjetničko koturaštvo - Hokej na koturaljkama - Brzo koturaštvo - Rink hockey - Rugby union - Rugby Sevens - Squash - Sumo - Surfing - Potezanje konopa - Podvodni sportovi - Ronjenje s perajama - Skijanje na vodi - Bosonogo skijanje - Turnir - Wakeboarding |

### Pokazni sportovi
- Američki nogomet
- Dragon boat
- Floorball
- Gateball
- Vojni pentatlon
- Motociklizam
- Pesäpallo

### Športovi koji više nisu na Igrama
- Lacrosse - posljednji put 1989.
- Sambo - posljednji put 1989.
- Baseball - posljednji put će biti na Olimpijskim igrama na Olimpijskim igrama 2008., vraća se na Svjetske igre 2009.
- Softball - posljednji put će biti na Olimpijskim igrama na Olimpijskim igrama 2008., vraća se na Svjetske igre 2009.

#### Športovi koji više nisu dostupni za Svjetske igre
- Badminton - olimpijski šport od Olimpijskih igara 1992.
- Taekwondo - olimpijski šport od Olimpijskih igara 2000.
- Trampolin (individualni) - olimpijski šport od Olimpijskih igara 2000.
- Triatlon - olimpijski šport od Olimpijskih igara 2000.
- Dizanje utega (žene) - olimpijski šport od Olimpijskih igara 2000. (muškarci se nikada nisu natjecali u dizanju utega na Svjetskim igrama, jer je ono stalna olimpijska disciplina od Olimpijskih igara 1920.)

## Vanjske poveznice
- Službena stranica Međunarodne udruge Svjetskih igara
- Svjetske igre 2009. Kaohsiung  Arhivirana inačica izvorne stranice od 9. siječnja 2008. (Wayback Machine)
- Svjetske igre 2005. Duisburg
- Svjetske igre 2001. Akita  Arhivirana inačica izvorne stranice od 5. prosinca 2006. (Wayback Machine)